# Juri Alexandrowitsch Susdalzew
Juri Alexandrowitsch Susdalzew (russisch Юрий Александрович Суздальцев; * 16. November 1945 in Astrachan, Russische SFSR, Sowjetunion) ist ein ehemaliger sowjetisch-russischer Schwimmer.
Bei den Olympischen Spielen 1968 in Mexiko-Stadt gewann der 22-jährige Susdalzew im Vorlauf eingesetzt eine Bronzemedaille (4 × 100 m Lagen). Im 100 m Schmetterling belegte er den 6. Platz.